# Мар'ян Галан
о. Мар'ян Галан, ЧНІ (1927, с. Жирівка — 5 червня 1952, невідомо) — український священник, слуга Божий греко-католицької церкви.

## Життєпис
Навчався в Ювеналі, а потім вступає до монастиря оо. редемптористів у Львові. У 1946 р. разом з іншими монахами відбуває воєнну службу в м. Уфа.
25 квітня 1950 року засуджений на 10 років позбавлення волі, де після побоїв та хвороби помер. У 1999 році реабілітований.

### Беатифікаційний процес
Від 2001 року триває беатифікаційний процес прилучення о. Мар'яна Галана до лику блаженних.